# Seznam slovenských hráčů v NHL v sezóně 2013/2014
- Stanley Cup v této sezóně získal Marián Gáborík s týmem Los Angeles Kings.

| Tým                 | Věk | Hráč              | Post | Počet zápasů ZČ | Branky ZČ | Asistence ZČ | Body ZČ | Počet zápasů v play off | Branky v play off | Asistence v play off | Body v play off |
| ------------------- | --- | ----------------- | ---- | --------------- | --------- | ------------ | ------- | ----------------------- | ----------------- | -------------------- | --------------- |
| Chicago Blackhawks  | 34  | Marián Hossa      | F    | 72              | 30        | 30           | 60      | 19                      | 2                 | 12                   | 14              |
| Carolina Hurricanes | 27  | Andrej Sekera     | D    | 74              | 11        | 33           | 44      | Ne                      |                   |                      |                 |
| Boston Bruins       | 36  | Zdeno Chára       | D    | 77              | 17        | 23           | 40      | 12                      | 2                 | 2                    | 4               |
| Detroit Red Wings   | 23  | Tomáš Tatar       | F    | 73              | 19        | 20           | 39      | 5                       | 0                 | 0                    | 0               |
| Los Angeles Kings   | 31  | Marián Gáborík    | F    | 41              | 11        | 19           | 30      | 26                      | 14                | 8                    | 22              |
| Boston Bruins       | 28  | Andrej Meszároš   | D    | 52              | 7         | 15           | 22      | 4                       | 0                 | 2                    | 2               |
| Chicago Blackhawks  | 36  | Michal Handzuš    | F    | 59              | 4         | 12           | 16      | 19                      | 2                 | 1                    | 3               |
| Detroit Red Wings   | 21  | Tomáš Jurčo       | F    | 36              | 8         | 7            | 15      | 3                       | 0                 | 0                    | 0               |
| Tampa Bay Lightning | 22  | Richard Pánik     | F    | 50              | 3         | 10           | 13      | 2                       | 0                 | 0                    | 0               |
| Florida Panthers    | 31  | Tomáš Kopecký     | F    | 49              | 4         | 8            | 12      | Ne                      |                   |                      |                 |
| New York Islanders  | 37  | Ľubomír Višňovský | D    | 24              | 3         | 8            | 11      | Ne                      |                   |                      |                 |
| Edmonton Oilers     | 21  | Martin Marinčin   | D    | 44              | 0         | 6            | 6       | Ne                      |                   |                      |                 |
| St. Louis Blues     | 28  | Jaroslav Halák    | G    | 52              | 0         | 1            | 1       | Ne                      |                   |                      |                 |
| Montreal Canadiens  | 31  | Peter Budaj       | G    | 24              | 0         | 0            | 0       | 1                       | 0                 | 0                    | 0               |

- F = Útočník
- D = Obránce
- G = Brankář